# Arbetsgivare
En arbetsgivare (även arbetsköpare) är en juridisk eller fysisk person som upprättar ett anställningsavtal med en arbetstagare om att mot en viss bestämd ersättning erhålla en arbetsprestation av den senare.
Ibland används inom den politiska vänstern begreppet arbetsköpare istället, åsyftande att man köper människors arbetskraft. Arbetstagare beskrivs då som arbetssäljare, då de säljer sin arbetskraft.
I svensk lagstiftning ses arbetsgivaren som den starkare parten i en anställning, och har därför många förpliktelser att uppfylla.

## Sverige
I Sverige kan en grupp arbetsgivare vid centrala förhandlingar med fackförbunden och kollektivavtalsförhandlingar representeras av en arbetsgivarrepresentant. Exempel på arbetsgivarrepresentanter är Sveriges Kommuner och Regioner och Almega.

### Arbetsgivarens arbetsmiljöansvar
Arbetsgivare och arbetstagare ska samarbeta för att skapa en bra arbetsmiljö, men det är arbetsgivaren som har huvudansvaret. Arbetsgivarens arbetsmiljöansvar finns reglerat i arbetsmiljölagen.

### Arbetsgivarnas organisationsgrad
De svenska arbetsgivarnas organisationsgrad är mycket hög. År 2018 arbetade 90 procent av alla anställda i företag och verksamheter som var medlemmar av en arbetsgivarorganisation Om man istället tar andelen arbetsgivare som tillhör en arbetsgivarorganisation som mått blir andelen betydligt mindre, ca 25-30 procent inom privat sektor. Det hänger samman med att den stora majoriteten av företagen är mycket små samtidigt som dessa företag totalt sett inte har särskilt många anställda., tabellerna 13-14.